# Hexathele waita
Hexathele waita är en spindelart som beskrevs av Forster 1968. Hexathele waita ingår i släktet Hexathele och familjen Hexathelidae. Inga underarter finns listade i Catalogue of Life.